# Margot Käßmann

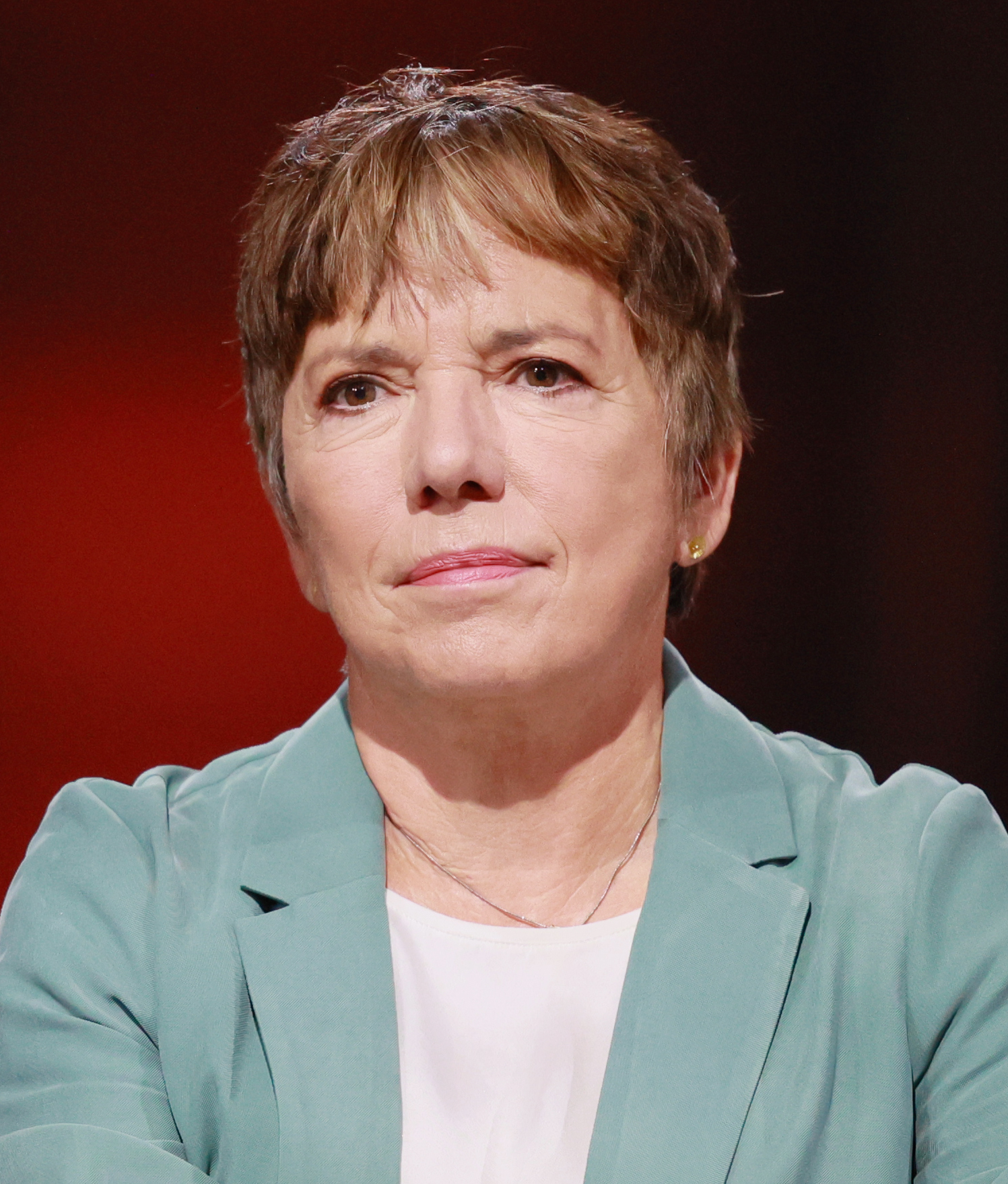
Margot Käßmann auf der Frankfurter Buchmesse 2023

Margot Käßmann (* 3. Juni 1958 als Margot-Renate Schulze in Marburg an der Lahn) ist eine deutsche evangelisch-lutherische Pfarrerin, die verschiedene kirchliche Leitungsämter innehatte. Sie war Mitglied im Exekutivausschuss des ÖRK, Generalsekretärin des Deutschen Evangelischen Kirchentags (DEK), Präsidentin der Zentralstelle für Recht und Schutz der Kriegsdienstverweigerer aus Gewissensgründen, Landesbischöfin für die Evangelisch-lutherische Landeskirche Hannovers, Ratsvorsitzende der EKD und EKD-Botschafterin für das Reformationsjubiläum 2017.

## Herkunft, Ausbildung, Familie
Margot Käßmann wurde als jüngstes von vier Kindern der Krankenpflegerin Gertraut Schulze und des Kraftfahrzeugmechanikers Robert Schulze geboren. Sie wuchs in Stadtallendorf auf und erwarb 1977 an der Elisabethschule Marburg ihr Abitur. Bis 1983 studierte sie dann Evangelische Theologie an der Eberhard Karls Universität Tübingen, der University of Edinburgh, der Georg-August-Universität Göttingen und der Philipps-Universität Marburg mit einem Stipendium des Evangelischen Studienwerks Villigst. 1978 nahm sie an mehrwöchigen archäologischen Ausgrabungen in Israel teil.
1981 heiratete sie ihren Mitstudenten Eckhard Käßmann und nahm seinen Nachnamen an. Nach dem zweijährigen Vikariat in Wolfhagen bei Kassel wurde sie 1985 zum Pfarramt ordiniert und teilte sich mit ihrem Mann bis 1990 eine Pfarrstelle in Frielendorf und Spieskappel im Schwalm-Eder-Kreis. 1989 erhielt sie mit der Arbeit „Armut und Reichtum als Anfrage an die Einheit der Kirche“ die Promotion. Ihr Doktorvater an der Ruhr-Universität Bochum war der spätere ÖRK-Generalsekretär Konrad Raiser.
Aus ihrer Ehe gingen vier Töchter hervor. 2006 gab Käßmann eine Erkrankung an Brustkrebs bekannt und ließ ihr damaliges Bischofsamt zwei Monate lang ruhen. 2007 ließ sie sich von ihrem Mann scheiden. Sie informierte die Pastoren und Führungsgremien ihrer Kirche vorab darüber und konnte ihre Ämter behalten, ebenso ihr Mann sein Pfarramt. 2009 erklärte Käßmann, ihre Krebserkrankung habe ihr den Mut zum Eingeständnis ihrer gescheiterten Ehe und zur Scheidung gegeben.
2014 wurde Käßmanns Jugendliebe Andreas Helm ihr neuer Partner. Er brachte ebenfalls vier Kinder in die Partnerschaft mit. Gemeinsam verfassten sie das Buch Mit mutigem Schritt zurück zum Glück (erschienen 2021) über ihre Beziehung.

## Kirchliche Ämter

### ÖRK-Mitglied (1983–2002)
Als Jugenddelegierte der Landeskirche Kurhessen-Waldeck wurde Käßmann 1983 in Vancouver (Kanada) als jüngstes Mitglied in den Zentralausschuss des ÖRK gewählt, dem sie bis 2002 angehörte. Von 1991 bis 1998 gehörte sie zum Exekutivausschuss des ÖRK.
1990 wurde sie Beauftragte für den Entwicklungsdienst ihrer Landeskirche. Von 1990 bis 1992 hatte sie mehrere Lehraufträge zur Ökumene an der Kirchlichen Hochschule Leipzig und der Philipps-Universität in Marburg. Von 1992 bis 1994 war sie Studienleiterin an der Evangelischen Akademie in Hofgeismar.

### Generalsekretärin des Deutschen Evangelischen Kirchentags (1994–1999)
Von 1994 bis 1999 war Käßmann Generalsekretärin des Deutschen Evangelischen Kirchentages, der in Fulda sein zentrales Büro hat. Als erste Frau in diesem Amt folgte sie dem zum Landesbischof der Evangelisch-lutherischen Landeskirche in Braunschweig gewählten Christian Krause; sie hatte ihrerseits zwei weibliche Amtsnachfolger. In ihre Amtszeit fielen drei Kirchentage (1995, 1997 und 1999).

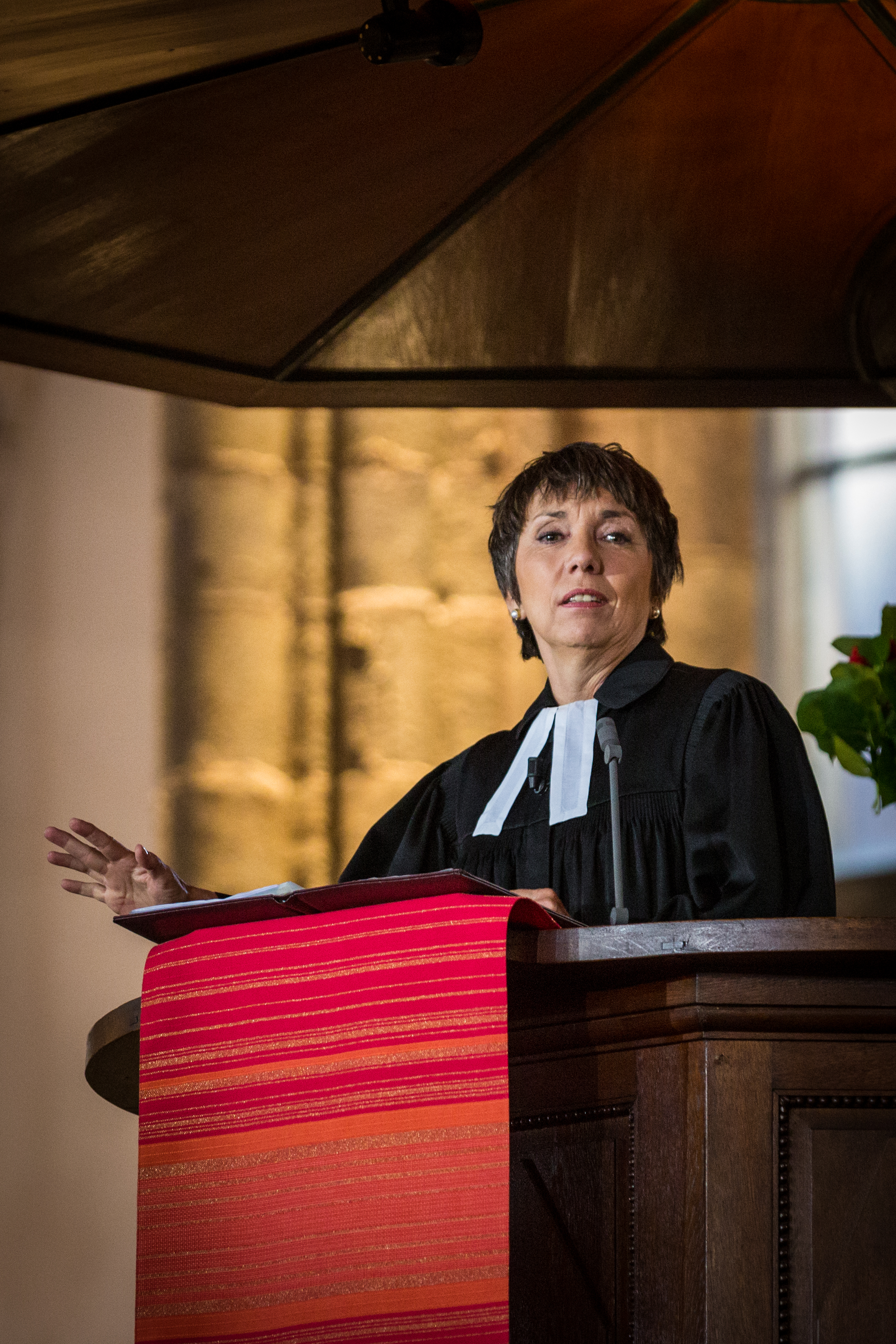
Margot Käßmann, Reformationstag, Straßburg, 31. Oktober 2015

### Landesbischöfin (1999–2010)
1999 wurde Käßmann zur Bischöfin der Landeskirche Hannovers – der mit über drei Millionen Mitgliedern größten Kirche in der EKD – gewählt. Themenschwerpunkte ihres Bischofsamtes waren die Ökumene, Strukturveränderungen in der EKD, Kinder, Erziehung und Bildung, Frauen, Familien, Sterbebegleitung, Behindertenförderung, Kirchenasyl, Reich und Arm, Krieg und Frieden und andere. Als Landesbischöfin hatte Käßmann den Vorsitz im Landeskirchenamt, im Bischofsrat und im Kirchensenat inne.
Von 2001 bis 2004 gehörte sie dem Rat für Nachhaltige Entwicklung an, der die deutsche Bundesregierung in Fragen der Nachhaltigkeit berät sowie mit Beiträgen und Projekten zur Weiterentwicklung der Nachhaltigkeitsstrategie beiträgt und den gesellschaftlichen Dialog darüber fördert.
Als Landesbischöfin war Käßmann auch Autorin der Göttinger Predigten im Internet. Ab 2002 war sie zudem Präsidentin der Zentralstelle für Recht und Schutz der Kriegsdienstverweigerer aus Gewissensgründen und führte diese bis Ende 2014, als die Stelle sich auflöste.

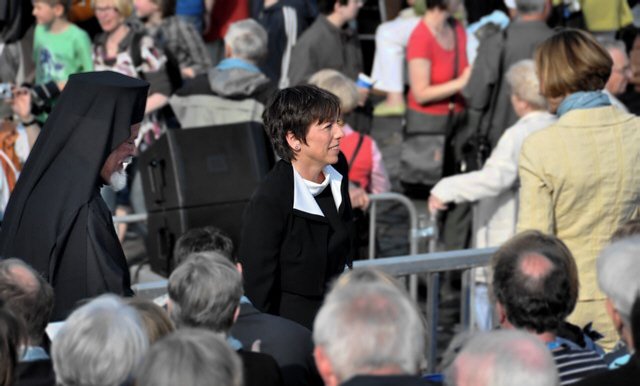
Bischöfin Margot Käßmann beim Deutschen Evangelischen Kirchentag (hier 2009 in Bremen).

### EKD-Ratsvorsitzende (2009–2010)
Am 28. Oktober 2009 wurde Käßmann als Nachfolgerin von Wolfgang Huber zur neuen Ratsvorsitzenden der EKD gewählt. Die Russisch-Orthodoxe Kirche, die keine Priesterweihe und Führungsrolle von Frauen erlaubt, stellte daraufhin die Fortsetzung ihres seit 1959 geführten Dialoges mit der EKD in Frage. Dies sahen russische Menschenrechtler wie Lew Ponomarjow als Zeichen für ideologische Radikalisierung und Abkopplung von westlicher Modernität an. Während Käßmann dafür warb, unterschiedliche Amtsverständnisse gegenseitig zu respektieren, nannte der Chefsekretär der evangelisch-lutherischen Kirche Russlands die Wahl Käßmanns ein „Krisenzeichen in der westlichen Gesellschaft“.

### Rücktritt
Am 20. Februar 2010 gegen 23:00 Uhr fuhr Käßmann nach einem Kinobesuch in Hannover mit ihrem Dienstwagen nach Hause und bog bei einer auf Rot umspringenden Ampel nach rechts ab. Ein Polizist folgte ihr und stellte eine Blutalkoholkonzentration von 1,1 Promille bei ihr fest. Die spätere Blutprobe ergab nach Angaben eines Polizeisprechers 1,54 Promille. Sie musste ihren Führerschein abgeben. Am Folgetag informierte sie die EKD-Gremien darüber und erklärte öffentlich: Sie sei erschrocken über ihren „schlimmen Fehler“. Ihr sei bewusst, dass Alkohol am Steuer „gefährlich und unverantwortlich“ sei. Sie werde sich den rechtlichen Konsequenzen selbstverständlich stellen. Am 22. Februar berichtete die Bildzeitung mit einem reißerischen Titel darüber. Es folgten bundesweite Medienartikel, viele mit Falschangaben.
Am 24. Februar 2010 sprach der Rat der EKD Käßmann einstimmig sein Vertrauen aus und sicherte ihr seinen vollen Rückhalt zu, falls sie sich für den Verbleib im Amt entscheide. Innerkirchliche Gegner wie Ulrich Rüß warnten vor negativen Folgen ihres Verbleibens.
Am 25. Februar 2010 trat Käßmann von Bischofsamt und Ratsvorsitz zurück: Ihr Fehler habe ihre Führungsämter beschädigt, und sie könne diese künftig nicht mit der notwendigen Autorität ausüben. Sie wolle in der ihr eigenen Geradlinigkeit frei bleiben. Sie bleibe Pastorin der Hannoverschen Landeskirche. Die am 23. März 2010 verfügte Geldstrafe wegen fahrlässiger Trunkenheit im Verkehr bezahlte sie sofort und verzichtete auf Rechtsmittel. Ihre Fahrerlaubnis blieb neun Monate entzogen. Ihr damaliger Stellvertreter Nikolaus Schneider übernahm den EKD-Ratsvorsitz, der Lüneburger Landessuperintendent Hans-Hermann Jantzen übernahm das Bischofsamt.
Medienkommentare begrüßten Käßmanns Rücktritt teils als folgerichtig oder vorbildlich, andere bedauerten ihn als unnötig. Laut Marc Polednik und Karin Rieppel benutzten meist männliche Kommentatoren die Alkoholfahrt zur „perfekten Skandalisierung“, um Käßmanns Überforderung in ihren Leitungsämtern, Doppelmoral und ethische Unglaubwürdigkeit nahezulegen. Mit dem raschen Rücktritt und Fehlereingeständnis habe sie den Schaden begrenzt, ihre Beliebtheit bewahrt und ihre Rehabilitation ermöglicht. Sie sei daraufhin unfreiwillig zur „Rücktrittsikone“ stilisiert worden. Dies unterscheide den Vorgang von anderen Skandalen in Deutschland.

### Tätigkeiten seit 2010

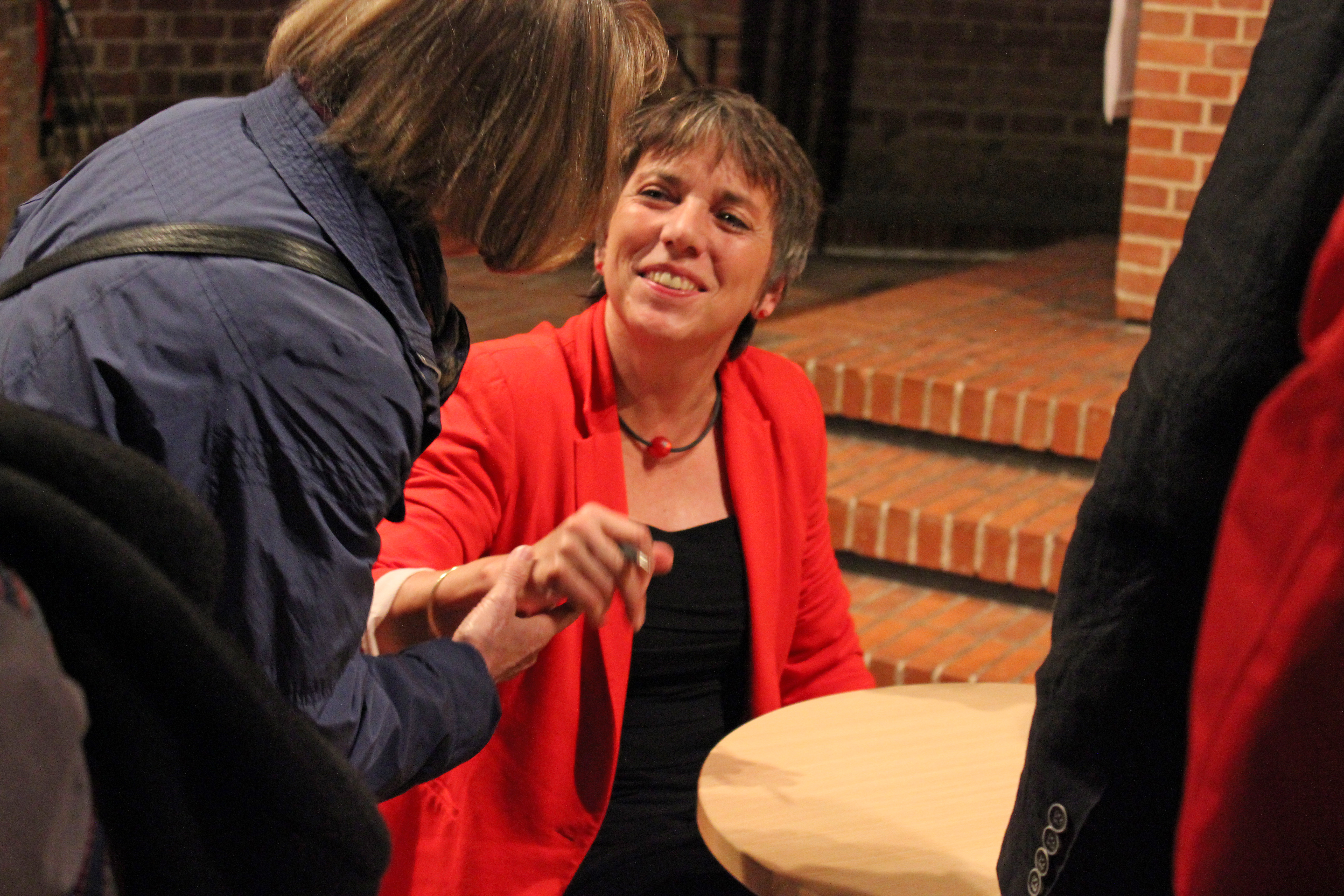
2015 in der Marktkirche von Hannover beim Signieren des gemeinsam mit Konstantin Wecker vorgestellten Buches Entrüstet Euch!

Margot Käßmann trat im Mai 2010 als Referentin beim Ökumenischen Kirchentag in München erstmals nach ihrem Rücktritt wieder öffentlich auf. Eine erneute Kandidatur zur Landesbischöfin, die eine Initiative aus der Hannoverschen Landeskirche wünschte, schloss sie Anfang Juni 2010 definitiv aus.
Von Ende August bis Dezember 2010 war sie Gastdozentin an der von Methodisten gegründeten Emory University in Atlanta, Georgia. Von Januar 2011 bis März 2012 war sie Gastprofessorin an der Ruhr-Universität Bochum für Ökumene und Sozialethik („Max-Imdahl-Gastprofessur“).
Käßmann war von 2005 bis 2018 Mitherausgeberin und Kolumnistin des evangelischen Monatsmagazins Chrismon. In diesem Amt traf sie unter anderen den Fußballnationalspieler Philipp Lahm und setzte sich für stärkere Bezüge der EKD zum Sport ein. Ab April 2019 startete Käßmann ihre eigene Monatszeitschrift Mitten im Leben.
Am 8. Juli 2011 stellte die EKD Käßmann als „Botschafterin des Rates der Evangelischen Kirche in Deutschland für das Reformationsjubiläum 2017“ vor und benannte besonders die „Vermittlung und Vernetzung kirchlicher und weltlicher Belange“ als ihre Aufgabe. Seit dem 27. April 2012 übte sie dieses Amt aus.
Eine Kandidatur für das Amt des Bundespräsidenten, für das der damalige SPD-Vorsitzende Sigmar Gabriel sie vorgeschlagen hatte, lehnte sie im Oktober 2016 ab.
Am 30. Juni 2018 wurde Käßmann als ehemalige Pastorin offiziell in den vorzeitigen Ruhestand verabschiedet.
Im März 2023 sagte sie ihre Teilnahme am 38. Deutschen Evangelischen Kirchentag im Juni 2023 in Nürnberg kurzfristig ab. Die Frankfurter Allgemeine Zeitung (FAZ) titelte daraufhin: „Abschied von der Generation Käßmann“.Der Kirchentag in Nürnberg markiere dabei eine Zäsur: Der Schulterschluss mit der alten Friedensbewegung sei vorbei. Jetzt müsse es auch wieder mehr um die Kirche selbst gehen. Der russische Angriffskrieg markiere daher gerade auch für diesen Kirchentag „eine Wende, deren einprägsames Symbol die Absage von Margot Käßmann“ gewesen sei.
Von 8. Juni 2014 bis 3. Juni 2023, ihrem 65. Geburtstag, kommentierte Käßmann als Kolumnistin der Zeitung Bild am Sonntag regelmäßig Alltagsthemen, insgesamt 454 mal. Sie beendete die Kolumne, weil ihre Meinungen dort im Internet dauernd „mit übelsten Beschimpfungen versehen und diffamiert“ worden seien: „Die Diskussionskultur ist durch die sogenannten sozialen Medien absolut verroht.“ Um Jüngeren Platz zu machen, stellte sie ab Juni 2023 auch ihre beiden Podcasts beim NDR und bei der Verlagsgruppe Droemer Knaur ein, legte ihr Ehrenamt als Botschafterin des Kinderhilfswerks terre des hommes nieder, schied aus mehreren Kuratorien aus und sagte Einladungen zu politischen Talkshows ab.

## Positionen

### Zum evangelischen Glauben
Margot Käßmann trat als Bischöfin für eine größere Betonung des christlichen Glaubens in der evangelischen Kirche ein. Im Konfirmandenunterricht habe man mehr über Sekten und Drogen gesprochen als über die Bibel. Sie plädierte für ein klares geistliches Profil kirchlicher Einrichtungen. In evangelischen Kindertagesstätten könne man nicht nur fröhliche Herbstlieder singen, sondern die biblischen Geschichten müssten erzählt werden. Kinder und Erwachsene sollten wieder mehr beten und Kirchen sollten wie Kirchen aussehen und nicht wie unverbindliche Gemeindezentren. Dies bedeute für sie keine „pure Innerlichkeit“, sondern „Glaube als Voraussetzung für Engagement“.
So hatte Käßmann auch bei ihrer Amtseinführung im September 1999 das christliche Glaubensbekenntnis in den Mittelpunkt gestellt. In ihrer Einführungspredigt über Joh 20,19–29  sprach sie sich für eine Verbindung von Glaube und Vernunft aus, um „die Zukunft der Welt kritisch zu begleiten“. In einer christlichen Gemeinde seien Wahrnehmen und Hinhören auf Sorgen, Zweifel, aber auch Freude und Erfolg wichtig. „Die Kirche hat Menschen aufzurichten und nicht klein zu halten. Wir brauchen Menschen mit Rückgrat und Widerstandskraft, mit Würde.“ In einer solchen Vertrauensgemeinschaft könnten Menschen auch in die Lage versetzt werden, „zu beichten und zu bekennen“. Sie schloss mit einem Satz von Heinz Zahrnt: „Glaube ist das herzliche Vertrauen auf Gott als Antwort auf die Angst der Welt.“
Evangelikale in der EKD kritisierten etwa Käßmanns Relativierung der Jungfrauengeburt oder ihre Befürwortung offen geführter Partnerschaften homosexueller Pfarrer. Dennoch gilt sie in dieser Gruppe meist als „wirklich fromme Christin“. Käßmann sieht auch von Dorothee Sölle vertretene Positionen als für die Entwicklung der Kirche wichtige Provokationen an: Sölles Gott-ist-tot-Theologie habe Menschen zum eigenständigen Nachdenken über Gott angeregt, sie habe feministische Theologie entscheidend mit verbreitet, das Verhältnis der reichen deutschen Kirche zur Dritten Welt scharf kritisiert und mit ihrer Poesie „die Mystik neu geöffnet für viele Protestanten“.
Ihr 2005 veröffentlichtes Buch Wurzeln, die uns Flügel schenken versteht Käßmann als Einladung zum christlichen Glauben von „ihrer eigenen Glaubenserfahrung und -begeisterung“ aus. Ihr Versuch, „evangelische Spiritualität und die Gattung der Ratgeberliteratur miteinander zu verbinden“, wurde positiv aufgenommen und unter anderem als „neuer Weg der christlichen Verkündigung“ bewertet.

### Zur Ökumene

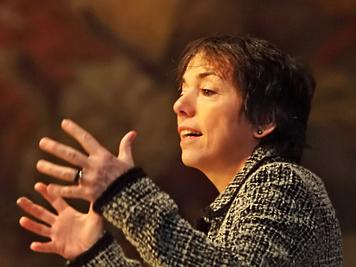
Margot Käßmann während ihrer Rede beim XII. Marburger Ökumenegespräch 2010

Im ÖRK focht Käßmann jahrelange Konflikte mit den Orthodoxen Kirchen aus. Diese erkennen die protestantischen Mitgliedskirchen und vor allem deren Kirchenämter nicht als vollgültig an und lehnen daher gemeinsame Gottesdienste ab. Ein in drei Jahren erarbeitetes Kompromisspapier des ÖRK sah deshalb vor, ökumenische Gottesdienste (worship) durch gemeinsame Andachten (common prayer) zu ersetzen, und legte ordinierten Frauen den Verzicht auf gottesdienstliche Handlungen nahe, um Orthodoxe nicht zu provozieren. Daraufhin traten Käßmann und Wolfgang Huber 2002 aus dem ÖRK-Zentralausschuss aus und schlugen einen neuen Weltbund reformatorischer Kirchen vor, der Mitglied im ÖRK bleiben solle.
Gleichwohl betrachtete Käßmann die Ökumene 2005 weiterhin als zentrales Anliegen jedes Christen, gleich welcher Konfession: Denn Jesus Christus habe für die Einheit seiner Nachfolger gebetet (Joh 17) und alle getauften Christen zum gemeinsamen Abendmahl verpflichtet. Nur die Ökumene könne die Einheit in der Vielfalt im Glauben an Jesus Christus glaubwürdig bezeugen und so die Einigung der Menschheit fördern. Das Wachstum von Freikirchen und der Pfingstbewegung über traditionelle Konfessionsgrenzen hinweg begrüßte sie als Herausforderung an die aus europäischen Kirchenspaltungen hervorgegangenen Konfessionen, ihre dogmatischen Differenzen zu relativieren und besonders bei der Abendmahlsgemeinschaft praktisch zusammenzuarbeiten. Dabei habe es seit 2000 eine Serie ernüchternder Rückschläge und Irritationen gegeben: Der Vatikan ebenso wie die EKD hätten die trennenden Themen der Reformationszeit wieder betont (darunter den Ablass, die maßgebende Bibelübersetzung, die Rolle des Papstamtes, die Gleichberechtigung von Frauen und die rechtmäßige Beauftragung von Laien in Kirchenämtern). Die Russisch-Orthodoxe Kirche habe ihre antiökumenische Haltung verstärkt und betrachte die Ökumene als Häresie. Der ÖRK habe seine Rolle als zweite Stimme der Weltchristenheit, der auch eigenständige Diskussionsanstöße für seine Mitgliedskirchen geben könne, faktisch aufgegeben. Hoffnungszeichen sah sie demgegenüber in der praktischen lokalen Zusammenarbeit vieler Gemeinden, in den Laienbewegungen und ökumenischen Kirchentagen.
In einem Interview vom 7. September 2007 erklärte Käßmann, das Selbstverständnis der römisch-katholischen Kirche, allein die heilige Kirche zu sein, sei für evangelische Christen inakzeptabel. Gleichwohl seien sie verpflichtet, „so viel Einheit wie möglich zu leben“. In den nächsten Jahren erwarte sie jedoch keinen theologischen Durchbruch, daher solle man sich bei ökumenischen Themen auf praktische Zusammenarbeit konzentrieren. Als positive Beispiele nannte sie den Dialog mit dem Islam, Krankenhausprojekte in der Diakonie, Energieversorgung kirchlicher Gebäude mit Solarzellen und Verzicht auf gentechnisch verändertes Saatgut. Auch ist ihr dogmatischer Streit weniger wichtig, sie setzt eher auf „versöhnte Verschiedenheit“ in der Ökumene.
Insgesamt sei ihr der ökumenische Dialog viel zu „zögerlich“, etwa beim Abendmahl für Ehepartner verschiedener Konfession. In der Amtszeit von Papst Benedikt XVI. sei die Ökumene nicht vorangekommen; Forderungen von Reformkatholiken zur Abschaffung des Zölibats und Zulassung von Frauen zum Priesteramt seien offenbar chancenlos. Die lateinische Messe sei „aus lutherischer Sicht nicht nachzuvollziehen“, weil Gottesdienste in der Volkssprache abgehalten werden müssten, damit „die Menschen religiösen Fragen selbst nachgehen können“. Aber dieses Thema sei innerkatholisch zu klären.
Das offizielle römisch-katholische Kondomverbot sei wegen der Ansteckungsgefahr bei Aids kaum zu verantworten. Sie hoffe, die römisch-katholische Kirche könne Verhütung und Familienplanung positiv sehen. Frauen im Schwangerschaftskonflikt, Geschiedenen oder Homosexuellen werde insgesamt mit zu wenig Liebe und zu viel Anklagen begegnet: „Die Kombination aus Religion und Angst halte ich für den falschen Weg.“ Die Zusage des Evangeliums, bedingungslos geliebt zu sein, ermögliche die von Martin Luther bejahte „Freiheit eines Christenmenschen“. Diese sei zu betonen; daher dürfe man Menschen nicht bestimmte Glaubens- und Moralvorstellungen vorschreiben und ihnen andernfalls Verdammnis androhen.

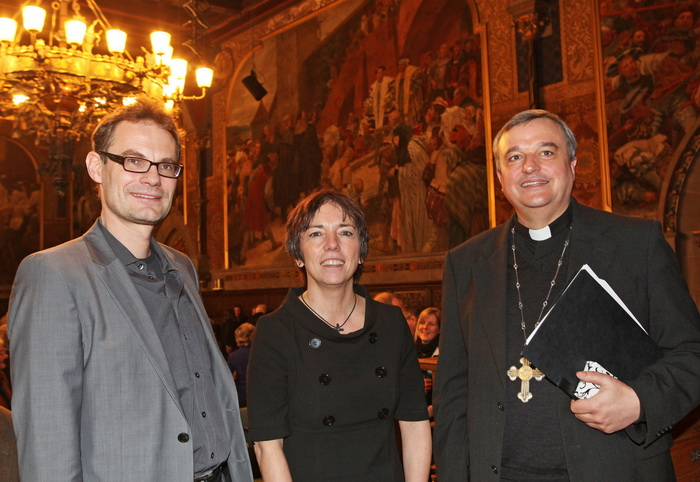
Hauptreferenten des XII. Marburger Ökumenegesprächs 2010. Zweite von links: Margot Käßmann (EKD-Ratsvorsitzende)

Beim XII. Marburger Ökumenegespräch am 23. Januar 2010 mit dem Speyerer katholischen Bischof Karl-Heinz Wiesemann und Matthias Drobinski (Süddeutsche Zeitung – SZ) verneinte Käßmann die im Veranstaltungstitel gestellte Frage Neuer Konfessionalismus – Eiszeit in der Ökumene? Sie erinnerte an die Erfolge der Ökumenischen Bewegung seit 1900 und sah die gegenwärtige Aufgabe in einer Klärung der Kernunterschiede bei gegenseitiger Achtung. Gerade weil Einheit nur auf Wahrheit beruhen könne, gelte Eberhard Jüngels Forderung, dass man sich „möglichst präzise darüber verständigt, worüber man sich vorerst nicht zu verständigen vermag“. Die notwendigen Sparmaßnahmen führten in allen Kirchen zwangsläufig zur Betonung der je eigenen Relevanz auf lokaler Ebene. Dies sei auch eine Chance, die Unterschiede herauszustellen, um so Nichtchristen auf verschiedene Weise gemeinsam zum Glauben einzuladen und dabei voneinander zu lernen. Dazu sei ständiger Dialog unabdingbar. Alle hätten ein Interesse daran, dass „der jeweils Andere mit seinen Stärken und Profilen besonders zum Leuchten kommt!“.
Als Nahziele schlug Käßmann die gemeinsame Gestaltung der Reformationsdekade und des 500. Reformationsjubiläums 2017 vor, wobei die EKD Luther selbstkritisch mit seinen Schattenseiten etwa im Verhältnis zu Juden und Türken darstellen wolle. Auch das „Jahr der Taufe 2011“ und das für 2012 geplante Jahresthema „Reformation und Musik“ könnten ökumenisch gestaltet werden. Ein gemeinsames Abendmahl beim anstehenden 2. Ökumenischen Kirchentag 2010 sei noch nicht möglich, aber Mahlgemeinschaften mit nach orthodoxer Tradition gesegnetem Brot seien möglich. Dies gebe Anlass zur Hoffnung auf ökumenische Fortschritte.

### Zum Islam

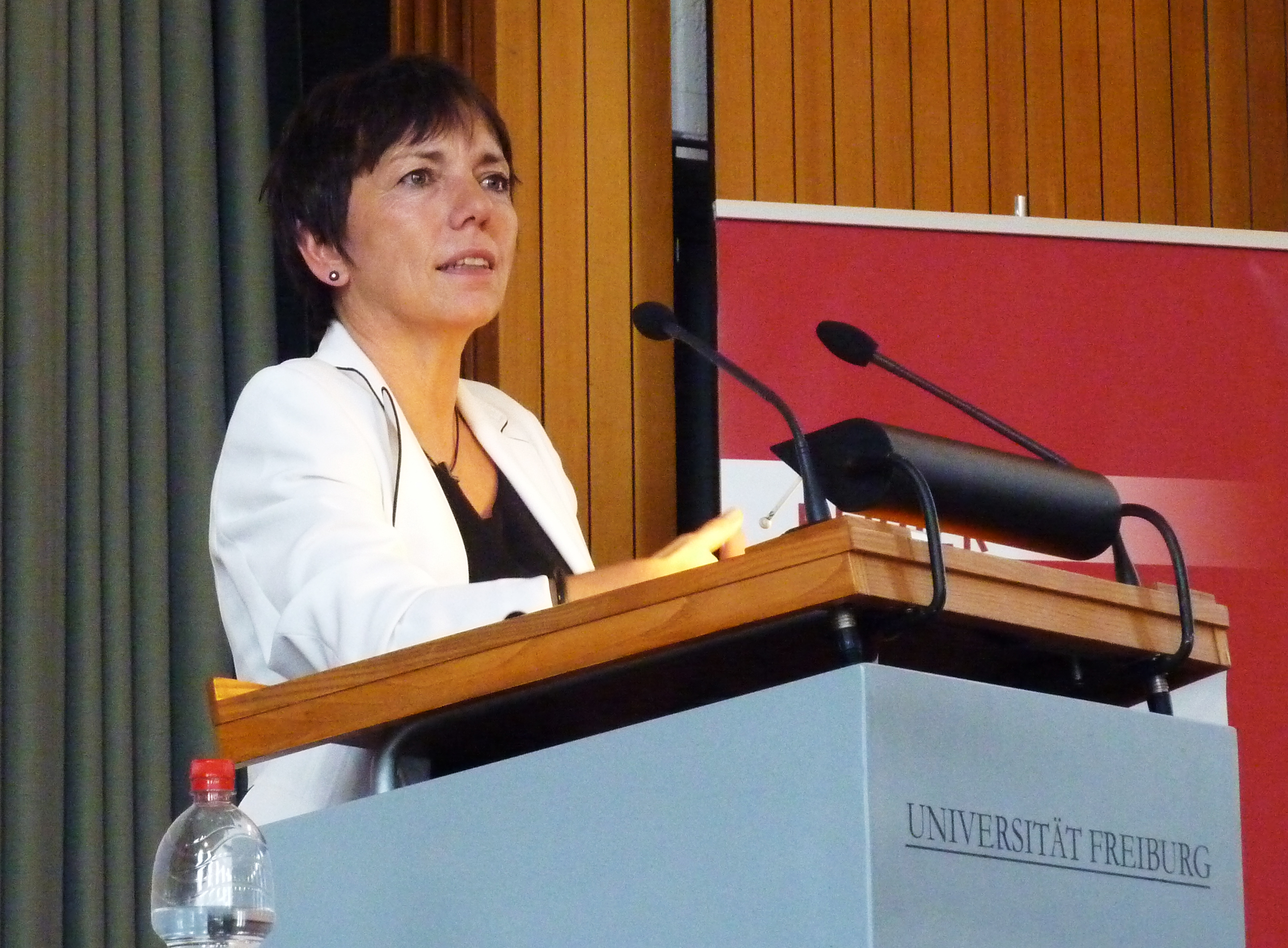
Margot Käßmann bei einem Freiburger Vortrag über die Integration von Muslimen in der deutschen Gesellschaft (2011)

Margot Käßmann setzte sich 2006 als Landesbischöfin für einen intensiven Dialog zwischen Christen und Muslimen ein und begrüßte, dass dieser vielfach gelinge. Dabei sollten die Kirchen ihren eigenen Standort klarmachen und für Verfassungsgrundsätze wie Redefreiheit, Glaubensfreiheit und Gleichheit von Mann und Frau eintreten sowie für Gewaltfreiheit angesichts mancher Tendenzen zu Radikalisierung und Fundamentalismus im Islam. Interreligiöse Feiern lehnte sie als relativistische Religionsvermischung ab.
Im September 2007 warnte Käßmann davor, Konvertiten zum Islam zu überwachen, wie es Bayerns damaliger Innenminister Günther Beckstein (CSU) vorgeschlagen hatte. Konvertieren dürfe nicht unter Generalverdacht gestellt werden, auch wenn sie die Ängste vor Islamisten verstehe. Sonst müsse man akzeptieren, dass auch Konvertiten zum Christentum in islamischen Staaten verdächtigt würden.
Zum Reformationsfest 2007 warnte sie vor einer anti-islamischen Stimmung. Die Kirchen sollten Muslime unterstützen, die sich zu den Werten der demokratischen Gesellschaft bekennen. Die Religionen dürften kein Öl in das Feuer politischer Konflikte gießen.
Im Februar 2008 warnte sie, eine Aufnahme von Teilen der Scharia in das Familienrecht, die Erzbischof Rowan Williams für Großbritannien vorgeschlagen hatte, hätte für die in westlichen Demokratien „bitter erkämpfte“ Freiheit der Frau „fatale Folgen“. Sie erinnerte an das Urteil einer Amtsrichterin, die einer von ihrem Ehemann geschlagenen Marokkanerin die vorzeitige Scheidung verweigert hatte, da der Mann nur sein Züchtigungsrecht nach dem Koran ausgeübt habe.
Die mögliche Umwidmung von Kirchen zu Moscheen betrachtete Käßmann skeptisch bis ablehnend. Im Januar 2009 rief sie Proteste von Muslimen hervor, als sie auf die Position der EKD verwies, wonach Kirchen nur dann als Moscheen weiter genutzt werden sollten, falls dies mit den religiösen Gefühlen betroffener Gemeindeglieder verträglich sei und von einer Kirchengemeinde einhellig befürwortet werde. Dies sehe sie zurzeit nicht.
Im Oktober 2009 betonte sie, es komme im Dialog mit dem Islam auf Respekt und Klarheit an, da eine Verschleierung der Unterschiede nicht weiterhelfe. Sie befürworte den Bau von Moscheen in Deutschland, genauso aber auch den Kirchenbau in mehrheitlich islamischen Ländern. Gemeinsame Gottesdienste und Gebete schloss sie aus: „Wir beten zu Jesus Christus. Das könnte ein Muslim gar nicht.“
Als Ratsvorsitzende erklärte sie im Dezember 2009 zum Schweizer Referendum gegen den Minarettbau: Gotteshäuser nicht zu respektieren, bedeute auch, die dazugehörigen Menschen nicht zu respektieren. Religion dürfe Konflikte nicht verschärfen, sondern müsse sie entschärfen. Moscheen seien Teil einer für alle gültigen freien Religionsausübung, Minarette abzulehnen sei aber auch als freie Meinungsäußerung gedeckt. Ängste vor dem Islam seien ernst zu nehmen. Das Referendum habe gezeigt, wie nötig ein offener Religionsdialog sei. Die Verfassung sei von allen hier Lebenden zu respektieren. Da die EKD für den Schutz der Menschenrechte weltweit einzutreten habe und es massive Christenverfolgungen in anderen Ländern gebe, kündigte sie einen „Tag für verfolgte Christen“ für 2010 an.

### Zu Kinderarmut, Familien- und Bildungspolitik
Margot Käßmann setzte sich Ende 2006 dafür ein, dass der Kampf gegen Kinderarmut zu einem zentralen kirchlichen Thema werde. Es sei ein „Skandal, dass jedes siebte Kind von der Sozialhilfe abhängig ist“. Aufsuchende Sozialarbeit für Kinder mit massiven Problemen müsse besonders gefördert werden, und die Kirche solle an öffentlichen Schulen etwa durch die örtlichen Pastoren stärker präsent sein. Sie unterstützte Ideen des von Bundessozialministerin Ursula von der Leyen initiierten „Bündnis für Erziehung“ wie den Ausbau von Kindertagesstätten zu Familienzentren.
Um einer „Beteiligungsarmut“ entgegenzuwirken, müssten Bildungschancen verbessert und dafür etwa Ganztagsschulen flächendeckend angeboten werden. Ende 2009 äußerte sie Skepsis gegenüber den Betreuungsgeld-Plänen der CDU/CSU. Dies könne die Motivation abschwächen, Kinder in eine Tagesstätte zu bringen, und so unter Umständen die Chancen bei der Einschulung verringern. Die Deutsche Bischofskonferenz betonte dagegen 2007 das Elternrecht und setzte sich für eine Wahlmöglichkeit der Kinderbetreuung unter „gleichen finanziellen Bedingungen“ ein. Im Vorfeld hatte Bischof Walter Mixa den Ausbau der außerfamiliären Betreuung von Kindern unter zwei Jahren als „Wiederkehr der DDR-Verhältnisse“ bezeichnet. Käßmann kritisierte dies scharf als „Festhalten alter Rollenbilder“.
In einer Predigt beim Ökumenischen Kirchentag 2010 nannte Käßmann die Antibabypille ein „Geschenk Gottes“. Positiv seien „Freiheit, die nicht gleich in Pornografie ausarten muss“, und verantwortliche Elternschaft; außerdem wies sie auf die in armen Ländern immer noch hohe Sterblichkeit von Müttern und Säuglingen hin.

### Zu Asyl-, Einwanderungs- und Integrationspolitik
Käßmann war bis zu ihrem Rücktritt Vorsitzende einer mit auf ihre Initiative eingerichteten Härtefallkommission des Landtags Niedersachsen für Asylfälle. Sie hatte sich 2005 für eine Iranerin eingesetzt, die vor allem auf Betreiben des niedersächsischen Innenministers Uwe Schünemann in den Iran abgeschoben werden sollte. Dort hätte ihr unter Umständen die Steinigung gedroht, da sie nach der Scheidung von ihrem muslimischen Ehemann und dem Übertritt zum Christentum als Apostatin galt. Erst nach der Weigerung eines Lufthansapiloten, die Iranerin auszufliegen, und Käßmanns Fürsprache wurde der Fall vom niedersächsischen Landtag neu verhandelt und ein Bleiberecht für die iranische Frau bewilligt.
In ihrer Antrittsvorlesung an der Ruhruniversität (12. Januar 2011) zum Thema „Multikulturelle Gesellschaft – Wurzeln, Abwehr und Visionen“ kritisierte Käßmann neue Tendenzen zu Fremdenfeindlichkeit und widersprach indirekt Thilo Sarrazins Buch Deutschland schafft sich ab: Migration und Annahme des Fremden sei ein Zentralthema der Bibel. Ohne Migration wäre das christliche Abendland nicht entstanden. Integration gelinge, wenn kulturelle Unterschiede weder eingeebnet noch zur Ausgrenzung benutzt würden. Begriffe wie „Multikulti“ oder „Leitkultur“ seien realitätsfremd. Christliche Religion könne dazu beitragen, Angst vor Fremden und Intoleranz ab- und gewaltfreie Beziehungen aufzubauen, indem sie die Freude über die kulturelle Vielfalt betone. Der Vortrag wurde weithin beachtet und überwiegend positiv rezipiert.

### Zu Rechtsextremismus und Rechtspopulismus

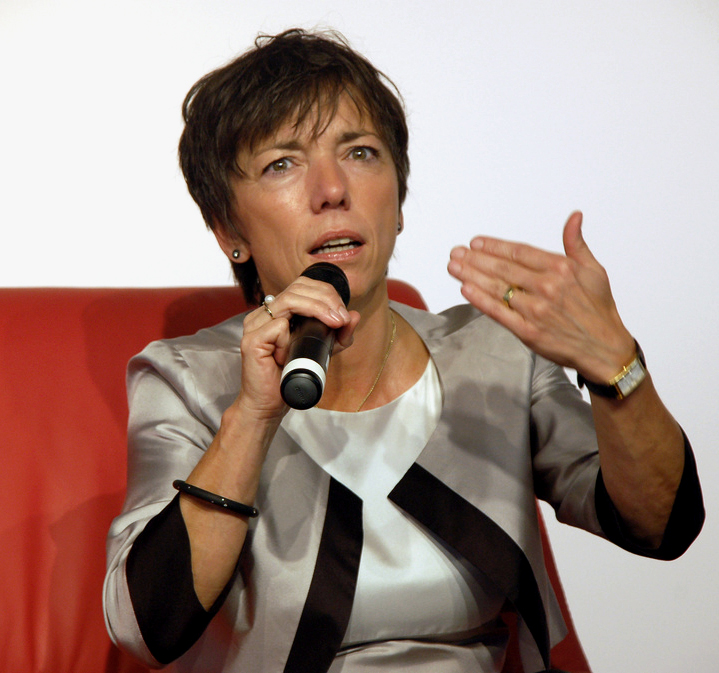
Margot Käßmann beim Kirchentag 2009 in Bremen

Margot Käßmann engagierte sich schon als Landesbischöfin stark gegen Rechtsextremismus. Vor allem „mit Zivilcourage, politischer Bildung [und] klarem Bürgerengagement“ sei dieser zu bekämpfen. Dafür sei von kirchlicher Seite vor allem kommunale Jugendarbeit notwendig. Für sie gehe es „nicht nur um Strafe, sondern auch um Resozialisation.“
Die Zahl rechtsextrem motivierter Straftaten nannte sie alarmierend: „Wir dürfen diesen Hetzern keinen Raum geben und müssen ihnen öffentlich widersprechen, ohne uns Angst machen zu lassen.“ Dabei sei es nötig, dass sich eine große Zahl von Menschen gegen den Rechtsextremismus zur Wehr setze, denn eine Demokratie sei auf engagierte Bürger angewiesen.
Beim Kirchentag 2009 setzte sich Käßmann aufgrund von antisemitischen Programmaussagen der NPD für deren Verbot ein: „Es ist für mich inakzeptabel, wenn rechtsradikales Gedankengut von einer Partei vertreten wird, die durch ihre Wählbarkeit legitimiert ist.“ Sie erinnerte in diesem Zusammenhang an das Versagen der Kirche in der Zeit des Nationalsozialismus etwa bei den Novemberpogromen 1938. Aus dieser Erfahrung hätten die Kirchen lernen müssen, dass Angriffe auf Andersgläubige auch die Christen beträfen. Dies müssten sie heute gegenüber ihren jüdischen und muslimischen Nachbarn beherzigen.
Auf dem Evangelischen Kirchentag im Mai 2017 kritisierte Käßmann die rechtspopulistische Partei Alternative für Deutschland (AfD). Die Forderung aus deren Grundsatzprogramm, „mittels einer aktivierenden Familienpolitik eine höhere Geburtenrate der einheimischen Bevölkerung“ zu erreichen, ähnele dem „kleinen Arierparagraphen“ der Nationalsozialisten: „Zwei deutsche Eltern, vier deutsche Großeltern: Da weiß man, woher der braune Wind wirklich weht“. Die „Hetztiraden von Marine Le Pen und Alice Weidel“ zeigten, dass Frauen nicht die besseren Menschen seien. Männer und Frauen sollten gleichermaßen „widerständig […] sein gegen Rassismus, Sexismus, Hetze gegenüber den Schwachen“. AfD-Politiker und andere sowie die Blogs Tichys Einblick und Achse des Guten zitierten ihre Aussagen so verkürzt, als habe sie alle Bürger mit deutschen Ahnen zu Neonazis erklärt. Käßmann erwog eine Strafanzeige.

### Zu Kriegsdienstverweigerung und Wehrpflicht
Margot Käßmann war als Landesbischöfin zugleich Präsidentin der 1956 gegründeten Evangelischen Arbeitsgemeinschaft (EAK) zur Betreuung der Kriegsdienstverweigerer in Deutschland. Zum 50-jährigen Jubiläum der EAK am 28. August 2006 erinnerte sie daran, dass die im ÖRK zusammengeschlossenen Kirchen Krieg als Mittel der Politik seit 1948 ablehnen und darum für das Grundrecht auf Kriegsdienstverweigerung in allen Staaten der Welt eintreten. Auch nach den 2003 abgeschafften mündlichen Anhörungen von Antragstellern auf Kriegsdienstverweigerung gelte:

„Dass ein Grundrecht erst nach staatlicher Überprüfung verliehen oder in einigen Fällen auch versagt wird, bleibt ein Skandal in unserer Gesellschaft.“

Die Arbeit der EAK bleibe auch nach einer eventuellen Aussetzung der Wehrpflicht in Deutschland notwendig, da es immer Kriegsdienstverweigerer geben werde. Sie ermutigte die EAK, „Kriegsdienstverweigerung als das deutlichere Zeichen für den gewaltfreien Frieden“ weiterhin inner- und außerhalb der EKD durchzusetzen.
Sie kritisierte in diesem Zusammenhang die zunehmende Ungerechtigkeit im Verhältnis der Einberufungen: 85.000 zum Zivildienst Einberufenen stünden nur etwa 60.000 zum Wehrdienst Einberufene gegenüber. Dies breche das Gleichbehandlungsgebot des Grundgesetzes. Weil erst die Wehrpflicht einen Entscheidungszwang für oder gegen den Dienst an der Waffe erzeugt habe, sei ihre Abschaffung die beste Garantie für die Gewissensfreiheit von Kriegsdienstverweigerern. Da die zuverlässige Versorgung von Hilfsbedürftigen ohne Zivildienst derzeit undenkbar sei, sollten schon jetzt Freiwilligendienste wie das Freiwillige Soziale Jahr stärker gefördert werden.
Im November 2011 übernahm Margot Käßmann die Schirmherrschaft der bundesweiten Kampagne gegen Rüstungsexporte „Aktion Aufschrei – Stoppt den Waffenhandel!“.

### Zu religiöser Gewaltlegitimation und Gewaltursachen
In einem Vortrag verwies Käßmann 2007 darauf, dass Religion etwa in Nordirland, dem ehemaligen Jugoslawien, im Nahostkonflikt und Indien gezielt zur Legitimation von Gewalt genutzt werde. Islamisch-fundamentalistischer Terror sei ebenso Gotteslästerung wie die Rede von einem Kreuzzug dagegen. Andererseits habe jede Religion einen Kern, „der zum Frieden ruft“. Glaube an Gott sei unverträglich mit der Zerstörung seiner Schöpfung. Sie forderte die ökumenische Bewegung auf, für Frieden und Menschenrechte Partei zu nehmen, wie es seit Dietrich Bonhoeffers Aufruf zu einem Friedenskonzil und der Gründung des Ökumenischen Rats (ÖRK) 1948 Tradition sei: etwa durch konsequentes Eingreifen gegen Hasspropaganda, politische Lösung von Dauerkonflikten und ein internationales Abkommen gegen Waffenhandel. Statt enormer Rüstungsausgaben müsse in die Entwicklung verarmter Länder investiert werden, um dem Hass den Nährboden zu entziehen. Methoden der zivilen Konfliktlösung müssten trainiert werden. Sie verwies auf Beispiele in Kambodscha und Osttimor, wo „mit der Kraft der Überzeugung und dem langen Atem, den Religion schenken kann“, Frieden erreicht worden sei, sowie auf weitere, kaum beachtete Vermittlungsbemühungen. Religiös motivierte Akteure hätten oft einen Vertrauensbonus, seien vor Ort verankert und blieben auch nach dem Konflikt dort.
Am 24. Dezember 2009 erinnerte Käßmann in Zeitungsinterviews an den ÖRK-Beschluss von 1948 („Krieg soll nach Gottes Willen nicht sein“) und die EKD-Friedensdenkschrift von 2007: Entgegen der Auffassung US-Präsident Barack Obamas gebe es für evangelische Christen keinen gerechten Krieg, sondern nur einen gerechten Frieden. Sie selbst könne allenfalls bejahen, dass die Uno mit Polizeikräften ausgestattet werde, um internationale Verbrechen zu verfolgen. Krieg sei jedoch für sie „nicht legitimiert, weil durch ihn am Ende immer die Zivilbevölkerung leidet.“ Auch hinsichtlich des Zweiten Weltkriegs frage sie sich, warum die Alliierten die innerdeutsche Opposition gegen die Nationalsozialisten vor 1939 nicht gestärkt und im Kriegsverlauf die Bahngleise nach Auschwitz nicht bombardiert hätten. Krieg werde immer mit angeblich ausweglosen Zwangslagen begründet, die Waffeneinsatz unvermeidbar machten, setze aber ein für sie nicht zu rechtfertigendes Gewaltpotenzial frei, habe „Unrecht, Zerstörung, Vergewaltigungen im Schlepptau“ und „zerstört alle, die an ihm beteiligt sind“. Die Traumatisierung von Soldaten habe sie selbst erlebt. – Die Weihnachtsbotschaft sei „Ansage einer Kontrastgesellschaft“, die ständig daran erinnere, „dass Gott es anders will“, und so Menschen „immer wieder zum Nachdenken […], zu einer Gewissensentscheidung gegen den Krieg und zu einem klaren Bekenntnis ihres Glaubens“ bringen könne.
Für den Münchner Militärhistoriker Michael Wolffsohn delegitimierte Käßmann damit den Krieg gegen Hitler; sie habe somit „jeglichen Maßstab verloren, gerade den christlichen“. Dass sie die britische Appeasementpolitik vor 1939 unterstützt habe, wiesen EKD-nahe Autoren als Fehldeutung zurück. Käßmann schrieb im März 2010 dazu: Mit Recht seien Menschenrechte von verfolgten Juden und Osteuropäern damals gewaltsam gegen das NS-Regime verteidigt worden, aber die Bombardierung von Städten und Flüchtlingstrecks, Massenvergewaltigungen und Vertreibungen seien Unrecht gewesen. Die Kritik daran dürfe nicht als Delegitimierung militärischer Gewalt abgewertet werden. Dazu gehöre auch Selbstkritik der Christen in Deutschland, nicht wirksam für die Juden, Sinti und Roma eingetreten zu sein.

### Zum Bundeswehreinsatz in Afghanistan
Margot Käßmann äußerte sich schon im November 2001 skeptisch über die Erfolgsaussicht des Afghanistaneinsatzes der Bundeswehr beim zivilen Aufbau. Weihnachten 2009 erklärte sie, der Bundeswehreinsatz sei „nach den weitesten Maßstäben“ der EKD „so nicht zu rechtfertigen“. Man habe militärische und zivile Opfer jahrelang verdrängt und den Bundeswehreinsatz als Aufbauhilfe ausgegeben. Der gewaltsame Konflikt müsse möglichst rasch beendet, die deutschen Soldaten möglichst bald, ruhig und geordnet abgezogen werden. Schritte wie das Unterbrechen der Finanzströme für Waffen- und Drogenhandel und eine Mediation zwischen den Konfliktparteien müssten Vorrang erhalten. Angesichts der Opfer des Luftangriffs bei Kundus sei es die Aufgabe der Militärseelsorge, Bundeswehrsoldaten kritisch zu begleiten.
In ihrer Predigt am Heiligabend 2009 in Hannover und ihrer Neujahrspredigt 2010 sagte Käßmann als Kontrast zum Weihnachtskartenmotto „Alles wird gut“ unter anderem:

„Nichts ist gut in Afghanistan. All diese Strategien, sie haben uns lange darüber hinweggetäuscht, dass Soldaten nun einmal Waffen benutzen und eben auch Zivilisten getötet werden. […] Aber Waffen schaffen offensichtlich auch keinen Frieden in Afghanistan. Wir brauchen mehr Fantasie für den Frieden, für ganz andere Formen, Konflikte zu bewältigen.“

In der dadurch ausgelösten Kontroverse wurde der Satz „Nichts ist gut…“ heftig kritisiert: als „hochmütiges, … in jeder Hinsicht falsches Pauschalurteil“ (Klaus Naumann) bzw. als naive, „populistische Fundamentalkritik“ und Abkehr von der bisherigen EKD-Rechtfertigung humanitärer Militärinterventionen (Reinhold Robbe, SPD-Bundeswehrbeauftragter). Käßmann habe keine realistischen Alternativen für den Schutz der afghanischen Bevölkerung vor getarnten Selbstmordattentätern gezeigt (Karsten Wächter, Militärdekan). Sie vertrete die Minderheitsposition der Linkspartei und spreche den Soldaten das Christsein tendenziell ab (Hans-Ulrich Klose, SPD). Sie habe nicht vorher mit ihnen geredet und sei von Wolfgang Hubers Position abgerückt (Ulrich Kirsch, Bundeswehrverband).
Dagegen betonte Manfred Kock (ehemaliger EKD-Ratsvorsitzender): Käßmann habe die Soldaten nicht diskriminiert und vertrete nur die EKD-Position. Erzbischof Robert Zollitsch, Vorsitzender der katholischen Deutschen Bischofskonferenz, betonte, der Afghanistaneinsatz der Bundeswehr könne nicht „so wie bisher“ fortgesetzt werden. Bundeskanzlerin Angela Merkel und Bundespräsident Horst Köhler bejahten Käßmanns Äußerungen als legitime Einmischung und Debattenanstoß, ohne ihr inhaltlich voll zuzustimmen.
Käßmann verteidigte sich: Sie habe keinen sofortigen Bundeswehrabzug gefordert und nicht alles in Afghanistan für schlecht erklärt. Sie habe aus direkten Gesprächen mit Soldaten von Traumatisierungen erfahren. Eine Predigt sei keine politische Erklärung; sie lasse sich von keiner Partei vereinnahmen. Eine Einladung des damaligen Verteidigungsministers Karl-Theodor zu Guttenberg nach Afghanistan schlug sie aus.
Zur Londoner Afghanistan-Konferenz 2010 verlangte ein von Käßmann mitverfasstes Kirchenwort der EKD am 25. Januar 2010 eine kritische Bilanz des Bundeswehreinsatzes. Der Bundestag solle neben dem Bundeswehrmandat einen Einsatz ziviler Kräfte beschließen. Den Konferenzbeschluss für mehr zivile Helfer und ein Aussteigerprogramm für Taliban begrüßte Käßmann als Schritt in die richtige Richtung.
Der Titel des Comics Nichts ist gut in Afghanistan (2012) von Katz & Goldt bezieht sich auf Käßmanns Ausspruch.
Anlässlich des Vormarschs der Taliban in Afghanistan 2021 und des darauf folgenden Zusammenbruchs der vom Westen gestützten Regierung Afghanistans innerhalb kurzer Zeit wünschte sich Pfarrerin Friederike Lambrich in einem Meinungsbeitrag der Rheinischen Post, dass auch Käßmanns größte Kritiker merken würden, dass sie damals recht gehabt habe.

### Zur gleichgeschlechtlichen Ehe
Käßmann vertritt die Auffassung, dass die Öffnung der Ehe für homosexuelle Paare christlich und konservativ begründet werden kann. „Wenn zwei sich lieben und aus dieser Liebe heraus heiraten wollen, sich binden, füreinander einstehen, wer will das einschränken oder gar verurteilen?“

### Zum Ukrainekrieg
Nach Beginn des russischen Überfalls auf die Ukraine 2022 kritisierte Käßmann mehrfach die in der Zeitenwende-Rede von Bundeskanzler Olaf Scholz angekündigte Erhöhung des Militäretats der Bundeswehr sowie die Lieferung von Waffen an die Ukraine und forderte eine diplomatische Lösung des Konflikts.
Sie ist Erstunterzeichnerin eines entsprechenden Appells gegen diese „Hochrüstungspläne“. Die Diskussion um eine Lieferung von Kampfpanzern kommentierte sie mit „Wir haben 21 Kriege, die im Moment in der Welt toben. Und wenn sie die alle durch weitere Waffen deeskalieren wollen, dann habe ich Angst um die Zukunft meiner Enkelkinder“.
Im Februar 2023 gehörte Käßmann zu den Erstunterzeichnerinnen des von Sahra Wagenknecht und Alice Schwarzer initiierten Manifests für Frieden, das sich für Diplomatie und Verhandlungen ausspricht und gegen weitere „eskalierende Waffenlieferungen“ an die Ukraine im Zuge des russischen Überfalls auf die Ukraine. Zu der von dem Bündnis geplanten Friedensdemonstration in Berlin sagte sie, ihr Eindruck sei, dass sich die Organisatoren erst „nicht deutlich genug von Teilnehmern aus dem rechten Spektrum abgegrenzt“ hätten. Man könne „nicht sagen, wenn Herr Chrupalla kommt, dann kommt er eben“; man müsse „klar sagen: Er ist absolut nicht erwünscht“. Dennoch stellte sie in einem Interview mit dem NDR klar, dass sie nur deshalb nicht zur Berliner Demonstration komme, weil sie zeitgleich an Kundgebungen der Deutschen Friedensgesellschaft in Bonn und in Köln spreche. Sie unterstütze das Manifest, „weil der öffentliche Diskurs bisher nicht widerspiegelt, dass die Hälfte der Menschen in Deutschland die Waffenlieferungen kritisch sieht“. Außerdem sei sie „davon überzeugt, dass sich aus dem Evangelium keine Legitimation für Gewalt ableiten lässt“. Die Kirchen seien „immer in die Irre gegangen, wenn sie Waffen gesegnet haben“.

## Kritik
Der Theologe Friedrich Wilhelm Graf warf Margot Käßmann 2010 aus Anlass ihres Rücktritts Selbstinszenierung vor: Mit der Bekanntgabe von Privatproblemen habe sie eine „mediale Dauerpräsenz“ erreicht und den Unterschied zwischen eigenem Ich und Amtsauftrag eingeebnet. In protestantischer Tradition habe sie sich moralisierend und populistisch in die Politik eingemischt und ihre Ablehnung des Afghanistaneinsatzes der Bundeswehr als einzig mögliche EKD-Position ausgegeben. Damit habe sie Religion und Moral gleichgesetzt und einem neuen autoritären Klerikalismus Vorschub geleistet, der der Lehre vom Priestertum aller Gläubigen widerspreche.
Der Historiker Hartmut Lehmann kritisierte Käßmanns „historisch fragwürdige Darstellung“ der Person Martin Luthers im Reformationsjubiläum. Dabei ignoriere sie Forschungsergebnisse und berufe sich stattdessen auf populäre Lutherlegenden. Ebenso bedenklich sei, dass sie mit dem Verweis auf polemisch-abgrenzende Projektionen Chancen vergebe, die im Interesse aller Christen lägen. Käßmann hielt ihm entgegen, dass Legenden „immer auch einen wahren Kern“ hätten, und beklagte „diffuse Ängste vor Lutherlegenden“.

## Auszeichnungen
- 2001: Vom Verlag für die Deutsche Wirtschaft ausgesetzter Predigtpreis jenes Jahres für eine Predigt Käßmanns über Mk 16,9–15.[115]
- 2002: Ehrendoktorwürde des Fachbereichs Erziehungswissenschaften von der Universität Hannover.
- 2008: Großes Bundesverdienstkreuz
- 2010: „Rede des Jahres“  durch das Seminar für Allgemeine Rhetorik der Universität Tübingen, für ihre Neujahrspredigt in Dresden.[116]
- März 2011: Käßmann erhielt den Europäischen Kulturpreis für Zivilcourage, vor allem wegen ihrer Kritik am Afghanistaneinsatz der Bundeswehr.[117] Weil viele Medienartikel behaupteten, sie habe den Preis für ihren Rücktritt erhalten, nahm sie ihn nicht an.[118]
- 2014: Ehrensenatorwürde der Eberhard Karls Universität Tübingen.[119]
- 2016: „Estrongo Nachama Preis für Zivilcourage und Toleranz“ der Berliner Stiftung Meridian.[120]
- 2023: Goldenes Lot des Verbandes Deutscher Vermessungsingenieure.[121]

## Schriften (Auswahl)
- Die eucharistische Vision. Armut und Reichtum als Anfrage an die Einheit der Kirche in der Diskussion des Ökumenischen Rates. (Dissertation 1989) Gütersloher Verlagshaus, Gütersloh 1992, ISBN 3-579-02071-4.
- Auf gutem Grund. Standpunkte und Predigten. Lutherisches Verlagshaus, Hannover 2002, ISBN 3-7859-0877-6.
- Erziehen als Herausforderung. 5. Auflage, Herder, Freiburg im Breisgau 2002, ISBN 3-451-05197-4.
- Was können wir hoffen – was können wir tun? Antworten und Orientierung. Herder, Freiburg im Breisgau 2003, ISBN 3-451-05385-3.
- Kirche in gesellschaftlichen Konflikten. Kirchenleitende Predigten. Kohlhammer, Stuttgart 2003, ISBN 3-17-017901-2.
- Gut zu leben. Gedanken für jeden Tag. Herder, Freiburg im Breisgau 2004, ISBN 3-451-05552-X.
- Gesät ist die Hoffnung. 14 Begegnungen auf dem Kreuzweg Jesu. Herder, Freiburg im Breisgau 2007, ISBN 978-3-451-29356-6.
- Mehr als fromme Wünsche. Was mich bewegt. Herder, Freiburg im Breisgau 2007, ISBN 978-3-451-05852-3.
- Mit Herzen, Mund und Händen. Spiritualität im Alltag leben. Gütersloher Verlagshaus, Gütersloh 2007, ISBN 978-3-579-06442-0.
- Mütter der Bibel. 20 Porträts für unsere Zeit. 2. Auflage, Herder, Freiburg im Breisgau 2008, ISBN 978-3-451-29855-4.
- In der Mitte des Lebens. Herder, Freiburg im Breisgau 2009, ISBN 978-3-451-30201-5.
- Meine Füße auf weitem Raum. edition chrismon, Frankfurt am Main 2009, ISBN 978-3-86921-014-8.
- Was ich dir mitgeben möchte. Orientierungspunkte auf dem Weg. Gütersloher Verlagshaus, Gütersloh 2009, ISBN 978-3-579-07013-1.
- Wie ist es so im Himmel? Kinder fragen nach Gott und der Welt. Gekürzte, aktualisierte Neuausgabe, Herder, Freiburg im Breisgau 2009, ISBN 978-3-451-05993-3.
- Einfach Evangelisch Band 3. Das große Du: Das Vaterunser. Lutherisches Verlagshaus, 2010, ISBN 978-3-7859-1002-3.
- Fantasie für den Frieden oder: Selig sind, die Frieden stiften. edition chrismon, Frankfurt am Main 2010, ISBN 978-3-86921-038-4.
- Hoffnung unterm Regenbogen oder: In der Not ein Halleluja singen., edition chrismon, Frankfurt am Main 2010, ISBN 978-3-86921-057-5.
- Zur Geborgenheit finden. Antworten auf Fragen des Lebens. Aktualisierte Neuausgabe, Verlag Kreuz, Freiburg im Breisgau 2010, ISBN 978-3-7831-3446-9.
- Vergesst die Gastfreundschaft nicht! Ullstein, Berlin 2011, ISBN 978-3-550-08001-2.
- Sehnsucht nach Leben. adeo, Aßlar 2011, ISBN 978-3-942208-26-0.
- An Vaters Rockzipfel. Margot Käßmann und Kitty Kahane erzählen eine Geschichte von Josef & seinen Brüdern. edition chrismon, Frankfurt am Main 2011, ISBN 978-3-86921-077-3.
- Stille und Weite. Mit Fotografien von Monika Lawrenz. Herder, Freiburg im Breisgau 2012, ISBN 978-3-451-32489-5.
- Mehr als Ja und Amen. Doch, wir können die Welt verbessern. adeo, Aßlar 2013, ISBN 978-3-942208-77-2.
- Das Zeitliche Segnen. Voller Hoffnung leben. In Frieden sterben. adeo, Asslar 2014, ISBN 978-3-86334-024-7.
- Im Zweifel glauben. Worauf wir uns verlassen können. Herder, Freiburg im Breisgau 2015, ISBN 978-3-451-32832-9.
- Sorge dich nicht, Seele. Warum wir nicht verzagen müssen, adeo Verlag, Aßlar 2016, ISBN 978-3-86334-112-1.
- Freundschaft, die uns im Leben trägt. Droemer Knaur, München 2019, ISBN 978-3-96340-013-1.
- Nur Mut! Die Kraft der Besonnenheit in Zeiten der Krise. bene!, München 2020, ISBN 978-3-96340-167-1.
- Stärkende Stille. Herder, Freiburg im Breisgau 2020, ISBN 978-3-451-39332-7.
- Vergebung – die befreiende Kraft des Neuanfangs. bene!, München 2022, ISBN 978-3-96340-159-6.
- Farben der Hoffnung: was uns Kraft und Zuversicht schenkt. Mit Bildern von Eberhard Münch. bene!, München 2024, ISBN 978-3-96340-225-8.

Herausgeberin und Mitautorin
- Kirche in Bewegung. 50 Jahre Deutscher Evangelischer Kirchentag. Gütersloher Verlagshaus, Gütersloh 1999, ISBN 3-579-02099-4.
- Gewalt überwinden. Eine Dekade des Ökumenischen Rates der Kirchen. Lutherisches Verlagshaus, Hannover 2000, ISBN 3-7859-0803-2.
- Ökumene am Scheideweg. Lutherisches Verlagshaus, Hannover 2003, ISBN 3-7859-0878-4.
- In der Welt habt ihr Angst. Lutherisches Verlagshaus, Hannover 2004, ISBN 3-7859-0905-5.
- Wenn eure Kinder morgen fragen. Zur Zukunft der evangelischen Kirche. Im Gespräch mit Wilfried Köpke. Herder, Freiburg im Breisgau 2005, ISBN 3-451-28600-9.
- Wurzeln, die uns Flügel schenken. Glaubensreisen zwischen Himmel und Erde. Gütersloher Verlagshaus, Gütersloh 2005, ISBN 3-579-06908-X.
- Ökumene bewegt. Die Kirchen auf dem Weg zueinander. Kreuz, Stuttgart 2006, ISBN 3-7831-2530-8.
- Mit Leib und Seele auf dem Weg. Handbuch des Pilgerns in der hannoverschen Landeskirche. Lutherisches Verlagshaus, Hannover 2007, ISBN 978-3-7859-0946-1.
- In Gottes Hand gehalten. Frauengebete. Herder, Freiburg im Breisgau 2011, ISBN 978-3-451-32437-6.
- Gott will Taten sehen. Christlicher Widerstand gegen Hitler. Ein Lesebuch. Ausgewählt, eingeleitet  und kommentiert von Margot Käßmann und Anke Silomon. Beck, München 2013, ISBN 978-3-406-64453-5.
- Starke Sätze. edition chrismon, Frankfurt am Main 2013, ISBN 978-3-86921-120-6.
- mit Konstantin Wecker: Entrüstet euch! Gütersloher Verlagshaus, Gütersloh 2015, ISBN 978-3-579-07091-9.
- Das Leben reimt sich nicht. Frauengedichte. Herder, Freiburg im Breisgau 2016, ISBN 978-3-451-35007-8.
- mit Heinrich Bedford-Strohm: Die Welt verändern. Was uns der Glaube heute zu sagen hat. Aufbau, Berlin 2016, ISBN 978-3-351-03644-7.
- Mit mutigem Schritt zurück zum Glück: Weil uns das Leben immer wieder überrascht. bene!, September 2021, ISBN 978-3-9634017-3-2.

Aufsätze und Vorträge
- Sterbehilfe. Antworten auf eine ethische Grenzfrage in den Niederlanden und Deutschland. In: Rainer Künzel, Hans-Jürgen Fip, Henning Buck (Hrsg.): An den Grenzen des Lebens. Osnabrücker Jahrbuch Frieden und Wissenschaft, Band 10/2003, Vandenhoeck & Ruprecht, Göttingen 2003, ISBN 3-89971-119-X, S. 47ff.
- Zukunftsprofil in Hoffnung, Freiheit und Verantwortung. In: Susanne und Peter Munzert (Hrsg.): Quo vadis Kirche? Kohlhammer, Stuttgart 2006, ISBN 3-17-018881-X, S. 25ff.
- Religion als Faktor der Konfliktentschärfung. In: Felix Leibrock (Hrsg.): Starke Frauen – selbstbewusst – mutig – engagiert. Weimarer Reden 2007. Weimarer Taschenbuch Verlag, Weimar 2007, ISBN 978-3-939964-03-2, S. 23–50